# Carl F. Nathan
Carl F. Nathan (* 20. April 1946 in New York City) ist ein US-amerikanischer Mikrobiologe und Immunologe.
Nathan studierte ab 1963 ostasiatische Geschichte an der Harvard University (Bachelor-Abschluss 1967 summa cum laude, mit einer Senior Honors Thesis über Pestbekämpfung in der Mandschurei) und danach Medizin (M.D. 1972, Schwerpunkt Immunologie). Danach war er Assistenzarzt am Massachusetts General Hospital, forschte ab 1974 an der Yale University in Onkologie und ab 1977 am Rockefeller Institute in New York City über Immunabwehr von Krankheitserregern. Seit 1985 ist er Professor für Mikrobiologie und Immunologie am Weill Medical College der Cornell University.
Nathan wies in der Arbeitsgruppe von John David in Harvard nach, dass ein bestimmtes Zytokin, Gamma-Interferon, die Makrophagen im Immunsystem aktiviert. Er fand damit den ersten solchen Makrophagen aktivierenden Botenstoff des Immunsystems. Seine Gruppe konnte auch in klinischen Studien die Wirksamkeit von Interferon-Gamma gegen eine bakterielle Infektion nachweisen (Lepra). Auch fand er Zytokine, die Makrophagen deaktivieren und damit Entzündungsprozesse beenden, TGF-Beta und Interleukin-10.
Nathan wandte sich auch der antibakteriellen Wirkungsweise von Makrophagen zu und fand eine neue Klasse (neben Wasserstoffsuperoxid und Sauerstoff-Radikalen) von antibakteriellen Stoffen, die von diesen erzeugt werden, Stickoxide und deren Metabolite (RNI, reactive nitrogen intermediates). Seiner Gruppe gelang dabei die Isolierung und Klonierung eines wichtigen Enzyms, der induzierten Stickoxid-Synthetase (induced nitric oxide synthetase, iNOS). Er klärte auch auf, wie Tuberkelbakterien dem entgegenwirken und Stoffe produzieren, die den Stickoxiden entgegenwirken.
2009 erhielt er den Robert-Koch-Preis. 2011 wurde er zum Mitglied der National Academy of Sciences, 2016 der American Academy of Arts and Sciences gewählt.